# Princess Crown
Princess Crown es un juego de rol de acción desarrollado por Atlus y publicado por Sega para la consola de videojuegos Sega Saturn en Japón el 11 de diciembre de 1997. Algunos de los miembros del equipo involucrados en el proyecto formaron más tarde la Empresa de desarrollo de juegos Vanillaware.
El juego es un scroller lateral con un entorno medieval, y características de combate en tiempo real. Es posible aprender ciertos movimientos o combinaciones de botones que realizan ataques especiales. Puntos de experiencia, dinero y varios elementos se obtienen al derrotar a los enemigos.

## Jugabilidad
La jugabilidad de Princess Crown gira en torno a unas pocas mecánicas importantes. Estos incluyen la visita de ciudades, ir en misiones, recopilación de información, desafiar jefes, y participación en las batallas. El juego tiene una historia lineal. Princess Crown se juega en un desplazamiento lateral perceptivo; Por lo tanto, la posibilidad de perderse en un mapa es pequeña.
La exploración del juego se asemeja a la de Zelda II o Castlevania II. La exploración se puede hacer a través de ciudades y caminos. Las ciudades están llenas de personajes no jugables que tienen información necesaria para avanzar en el juego.
Los encuentros implican una combinación de elementos de lucha y elementos de juego de rol. El sistema de batalla es simple pero desafiante. Las mecánicas utilizadas incluyen un comando de ataque, vigilancia, evasión, elementos y recuperación. Como RPG de desplazamiento lateral, se centra principalmente en el espaciamiento, el tiempo, la lectura, el conocimiento y la evasión. Lo que hace que este juego sea especial es su indicador de potencia, el cual está agotado por varias acciones. Si se agota, entonces el personaje se quedará sin aliento, necesario para proteger, evadir y atacar.
El uso de artículos juega un papel importante en Princess Crown. Esto incluye armadura, recuperación, magia y lanzamiento de objetos.

## Argumento
Princess Crown comienza con una niña y su abuela. La niña recoge un libro y su abuela empieza a leer la historia de la princesa Gradriel De Valendia, de trece años. El jugador asume el papel de la princesa Gradriel a lo largo de su aventura mientras viaja por el reino de Valendia deseando resolver sus muchos problemas con sus propias manos. Sin embargo, Gradriel encuentra más problemas de los que podría haber imaginado.
Después de completar la historia de la princesa Gradriel, más libros están disponibles, lo que permite a los jugadores asumir los roles de tres personajes que Gradriel se ha reunido en su viaje. Edward Glowstar es un caballero caballeroso en una búsqueda para vengar a su padre y se convierte en un aliado valioso para la princesa. Proserpina es una bruja traviesa, que el jugador debe enfrentar varias veces a lo largo de la historia de Gradriel. Portgus Chrisford es un pirata amistoso, al que Gradriel se encuentra por primera vez cuando otro pirata comete actos injustos usando el nombre de Portgus. Estos tres Libros son considerablemente más cortos que el primero.

## Desarrollo
Princess Crown fue codesarrollado por Atlus y Sega para la consola Sega Saturn. El director de proyectos y arte George Kamitani, que anteriormente trabajó con Capcom en títulos de arcade como Dungeons & Dragons: Tower of Doom, fue el diseñador y planificador principal del juego, mientras que el compositor Toshikazu Tanaka, conocido por su trabajo en la serie Metal Slug de SNK, La música del juego. Una banda sonora original titulada Princess Crown Original Sound Collection + Full Arrange fue lanzada en abril de 1998 por Nippon Columbia Records, con 17 temas del juego, así como dos canciones arregladas por Tanaka bajo su alias "Dencyu". Una versión remasterizada de la banda sonora sin las pistas arregladas, simplemente titulada Princess Crown Soundtrack, fue lanzado en febrero de 2011 por SuperSweep Records.
La versión PlayStation Portable de Princess Crown fue anunciada en el Tokyo Game Show de 2004 por representantes de Sony Computer Entertainment, con la primera versión jugable que se exhibiría al año siguiente en el Tokyo Game Show de 2005.El port cuenta con la opción de mostrar en el juego en la relación de aspecto original de 4: 3 de la versión de Saturn con un borde de ventana personalizado, o para estirar la pantalla para que se ajuste al aspecto panorámico. También incluye nuevas características como una fuente más legible y un modo de galería con música e ilustraciones.

## Recepción y Crítica
Princess Crown recibió un promedio de 7.75 de 10 de la revista japonesa Weekly TV Gamer, basada en puntajes individuales de 7, 7 y 8. Aunque nunca fue lanzado fuera de Japón, desde entonces ha sido considerado como un título de importación popular entre los propietarios Occidentales de Saturn. En una retrospectiva de 2005, IGN llamó al juego "uno de los mejores ejemplos de 2D en el sistema Saturn de barebones (que significa sin RAM)" y que "ofrecía una búsqueda expansiva con personajes fabulosos y una gran jugabilidad"
- Datos: Q7244589